# Cataulacus tardus
Cataulacus tardus  (лат.) — вид древесных муравьёв рода Cataulacus из подсемейства Myrmicinae (Formicidae). Афротропика: Габон, Гвинея, ДРК, Республика Конго.

## Описание
Мелкие муравьи чёрного цвета. Длина тела рабочих 5,4—6,8 мм. Длина головы равна 1,40—1,70 мм (ширина головы — 1.58—1.96 мм). Верхняя часть груди без волосков. Голова с заострёнными задними углами.
Усики рабочих состоят из 11 члеников и имеют булаву из трёх вершинных сегментов. Проподеум угловатый с длинными острыми шипиками. Нижнечелюстные и нижнегубные щупики состоят из 5 и 3 члеников соответственно. Скапус короткий, длина его у рабочих равна 0,84—0,98 мм. Глаза крупные. Первый тергит брюшка сильно увеличенный. Стебелёк между грудкой и брюшком состоит из двух члеников: петиолюса и постпетиолюса (последний четко отделен от брюшка), жало развито, куколки голые (без кокона).

## Систематика
Вид был впервые описан в 1914 году итальянским мирмекологом Ф.Санчи по материалам из Экваториальной Африки. Относят к видовой группе huberi species group и трибе Cataulacini (или Crematogastrini). Таксон Cataulacus tardus близок к виду Cataulacus theobromicola.